# برتنیکورت
برتنیکورت (به فرانسوی: Berthenicourt) یک کمون (فرانسه) در فرانسه است که در ان (ا-دو-فرانس) واقع شده‌است. برتنیکورت ۳٫۰۷ کیلومتر مربع مساحت دارد ۷۰ متر بالاتر از سطح دریا واقع شده‌است.